# Могила (област Ямбол)
 Тази статия е за селото в Област Ямбол.  За други значения вижте Могила (пояснение).  
Могила е село в Югоизточна България. То се намира в община Тунджа, област Ямбол.

## География
Намира се на 7 км източно от областния град Ямбол. В землището на селото са разположени два язовира: Големият язовир Могила и Малкия. През центъра на селото протича малък десен приток на река Мочурица, извиращ от Кайнака. Тази малка рекичка разделя селището на два основни дяла източен и западен. По течението на рекичката в селото са разположени две чешми.
Населението е главно от възрастни хора, роми и няколко заселници от Великобритания. В село Могила жителите се знаят по родове – кътили, галибеи, босналите, дивиджиите, траханите, джумбутите, арабаджии, златистояновите, айдамаците и т.н.

## История
Селото е сменяло землището си 7 пъти. Прокудени от тежка чума, жителите са били принудени да напуснат своите домове и да започнат наново някъде другаде, с надеждата да избягат от злата болест. И така седем пъти. Според местното предание, на осмия път двама братя близнаци с два вола близнаци заорават селото в кръг и така слагат край на болестта.

## Поминък
През 2007 г. в центъра, на мястото на запустялата детска градина, е оборудван цех за сладкарски изделия. Има цех за салати, свинеферма и почивен дом за кучета.

## Културни и природни забележителности
Църквата Св. Георги е завършена през 2006 г. като е тържествено осветена на Гергьовден от Негово Високопреосвещенство + Сливенския Митрополит Иоаникий. Решено е на храмовия празник да се провежда селски събор. Храмът отваря врати всеки неделен ден и по случай всеки християнски празник благодарение на клисарката Златка Панева, която се грижи и за поддръжката на църквата.
Поради постоянно намаляващия брой на населението няма много културни мероприятия, едно от малкото е Бабинден, на който жени от селото представят програма с народни песни и танци в читалището.
В с. Могила е издигнат паметник посветен на Филип Тотю и неговата чета, която през 1859 г. разбива орда черкези в селото. Могилите, дали име на селото носят романтични, и тъжни имена, понеже историите им са свързвани с трагедии на могилчани. Еньова, Плачи могила, Чеирска, всички те са били и разкопавани в търсене на златни съкровища.

## Редовни събития
- Миене на очите на кайнака на 5 май. Пикник.
- Събор на Гергьовден.
- Кукеровден. В последната неделя на февруари в с. Могила се провежда традиционният Кукеровден. На изпълняването на тази традиция присъства, както местните така и роднини и приятели от съседните села. До обед те обикалят къщите, облечени в страшни костюми и опасани с хлопки плашат лошите духове. Домакините ги даряват със собственоръчно приготвени храни и силни напитки. Следобед се събират сред селото и показват живота на могилчанина преди и сега с много хумор, ирония и драма, пред многобройната публика.

### Транспорт
Селото се обслужва от междуселищен транспорт, пет пъти дневно, неподходящ за инвалиди.